# Badr bin Abd Allah bin Mohammed bin Farhan Al Saud
Badr bin Abd Allāh bin Moḥemmad bin Farhan Āl Saʿūd (in arabo بدر بن عبد الله بن محمد الفرحان‎?; Riad, 16 settembre 1985) è un principe, dirigente d'azienda e politico saudita, membro di un ramo cadetto della famiglia reale Āl Saʿūd. Detiene varie posizioni chiave direttamente collegate all'esecuzione del programma Saudi Vision 2030. Prima della sua nomina a ministro è stato presidente del Saudi Research and Marketing Group (SRMG).

## Primi anni di vita e formazione
Il principe Badr è nato a Riad il 16 settembre 1985. Ha studiato all'Università Re Sa'ud di Riad dove si è laureato in giurisprudenza.

## Carriera aziendale
Il principe Badr ha iniziato la sua carriera come dirigente d'azienda e investitore con interessi nel settore energetico, immobiliare e delle telecomunicazioni.
Nel dicembre del 2015 è stato nominato presidente del Saudi Research and Marketing Group (SRMG), una delle più grandi società di media publishing del Medio Oriente e che successivamente ha esteso le sue operazioni negli Stati Uniti d'America e nel Regno Unito. Ulteriori sviluppi durante il suo mandato hanno compreso un accordo siglato nel settembre del 2017 con Bloomberg per lanciare il suo primo servizio di notizie in lingua araba, Bloomberg Al Arabiya. A questo è seguito nel mese successivo l'acquisizione di una partecipazione del 51% del servizio di notizie finanziarie online saudita Argaam.

## Incarichi governativi
Nel giugno del 2017 il principe Badr è stato nominato governatore della commissione reale per Al-Ula, un ente di recente costituzione per lo sviluppo del sito storico di Al-Ula, nella provincia di Medina. Questo ha 2000 anni ed è un'attrazione culturale. Nell'aprile dell'anno successivo ha firmato un accordo con il ministro degli affari esteri francese Jean-Yves Le Drian per coinvolgere le competenze del suo paese nel restauro di Al-Ula per un periodo di dieci anni.
Nell'aprile del 2018 è stato nominato membro del consiglio di amministrazione dell'Autorità generale per la cultura, l'organismo governativo responsabile della promozione della cultura saudita come parte del programma Saudi Vision 2030.
Il 2 giugno del 2018 è stato nominato ministro della cultura e si è dimesso dalla presidenza del Saudi Research and Marketing Group. È il primo a ricoprire questo incarico. Il mandato del ministero della cultura consiste nel far progredire i programmi culturali all'interno di Saudi Vision 2030. Nella sua prima dichiarazione ufficiale, il principe Badr ha detto che il ministero cercherà di migliorare l'identità saudita e sosterrà gli sforzi dei giovani in campi creativi.

## Salvator Mundi
L'8 dicembre 2017 è stato annunciato che il Salvator mundi di Leonardo da Vinci sarà esposto al pubblico al Louvre Abu Dhabi dopo l'acquisizione da parte del Dipartimento della cultura e del turismo di Abu Dhabi. Il giorno precedente, il Wall Street Journal aveva riferito che nel mese precedente il principe Badr aveva agito come intermediario per il principe ereditario Mohammad bin Salman nell'acquisto dell'opera.